# Parramatta Eels
Parramatta Eels es un equipo profesional de rugby league de Australia con sede en el suburbio de Parramatta, Sídney.
Participa anualmente en la National Rugby League, la principal competición de la disciplina en el país.
El equipo hace como local en el Western Sydney Stadium, con una capacidad de 30 000 espectadores.

## Historia
El club fue fundado en noviembre de 1946, siendo aceptado como el 10° equipo en la competición.
El equipo participó por primera vez en la liga en la temporada 1947 finalizando en la última posición.
Durante su historia, el club ha logrado 4 campeonatos nacionales.

## Palmarés
- National Rugby League[2] (4): 1981, 1982, 1983, 1986.
- Minor Premiership (5): 1977, 1982, 1986, 2001, 2005
- NRL Nines (1): 2016